# José Manuel Abundis
José Manuel Abundis (* 11. Juni 1973 in Guadalajara, Jalisco) ist ein ehemaliger mexikanischer Fußballspieler auf der Position des  Stürmers.

## Leben

### Verein
Abundis begann seine Profikarriere beim Deportivo Toluca FC, bei dem er zunächst von 1992 bis 2000 und später noch einmal zwischen 2004 und 2006 für eine Gesamtdauer von zehn Jahren unter Vertrag stand und mit dem er insgesamt vier Meistertitel gewann. Außer für den damals noch in der Hauptstadt angesiedelten CF Atlante, bei dem er zwei Jahre zwischen 2000 und 2002 unter Vertrag stand, war Abundis ansonsten bei keinem Verein länger als ein halbes Jahr engagiert.
Nachdem sich 2014 Dopingvorwürfe gegen ihn, José Salvador Carmona Álvarez und Aarón Galindo bestätigt hatten, distanzierte sich der Verein öffentlich von Abundis.

### Nationalmannschaft
Sein Debüt im Dress der mexikanischen Nationalmannschaft gab Abundis am 7. Februar 1996 bei der 1:2-Niederlage gegen Chile. Seinen letzten Länderspieleinsatz absolvierte er am 20. Juni 2001 bei der 1:3-Niederlage in Honduras, die nur wenige Tage nach der 1:2-Heimniederlage gegen Costa Rica die WM-Qualifikation der Mexikaner ernsthaft gefährdete.
Höhepunkt seiner Länderspielkarriere war die Teilnahme am im eigenen Land ausgetragenen FIFA-Konföderationen-Pokal 1999, bei der die mexikanische Nationalmannschaft ihren bisher größten Triumph feiern konnte. „El Tri“ gewann den Titel und Abundis hat in allen fünf Spielen aktiv mitgewirkt und zu diesem Triumph zwei Treffer zur jeweiligen 2:0-Führung im Vorrundenspiel gegen Ägypten (2:2) und im Finale gegen Brasilien (4:3) beigesteuert. Ebenfalls nahm er für Mexiko an dem FIFA-Konföderationen-Pokal 1997 und am FIFA-Konföderationen-Pokal 2001 teil.

## Erfolge

### Verein
- Mexikanischer Meister: Verano 1998, Verano 1999, Verano 2000, Apertura 2005 (alle mit Toluca)

### Nationalmannschaft
- FIFA-Konföderationen-Pokal: 1999